# 児雷也 (漫画家)
児雷也（じらいや、1967年4月28日 - ）は、日本の漫画家・イラストレーター。本職を別に持っており、本職をこなしながら創作活動を行っているため、短編集のあとがきや著者近影などでは「会社員兼画伯」「兼業画伯」と自己紹介している。

## 来歴
1998年より、ゲイ雑誌『G-men』上にて男絵と呼ばれるイラストレーションを発表し、1999年11月に同誌上に読み切り「竜首神社例大祭奉納神楽」を掲載し、ゲイ漫画家としてデビューする。また、漫画と並行して2001年6月号（63号）から2006年7月号（124号）までの約5年間に渡り、『G-men』の表紙イラストを担当した。他にも、同誌内にイラスト付きのコラムを多数寄稿している。現在も『G-men』や姉妹誌にてイラストレーションや漫画を発表している。掲載された作品は短編集としてまとめられ、これまでに3本（新装版を含めると7本）が刊行されている。
商業誌での活動以外にも、日本のゲイアーティストの作品を集めた企画展に作品を出展したり、ゲイナイトのフライヤーやコンドームのパッケージなどにイラストを提供している。フランスでイラスト集が出版され、海外からも注目を集めている。

## 画風・作画方法
『G-men』に漫画を発表した当初は製図用サインペンでペン入れを行っていたが、2002年6月に同誌上にて掲載された「五郎」からはCGで漫画を作成している。PhotoshopやIllustrator・QuarkXPressなどを使用して描かれた男絵は、漫画的なイラストから写実的なイラストまで細緻に描き込まれ、『G-men』において掲載された同誌の表紙や男絵は写実的である。
彼が描くキャラクターのほとんどは、筋骨隆々とした大柄で、体毛が濃く、短髪で眉毛が太く、髭を生やした、いわゆる「熊系」や「ガチムチ」と呼ばれる男性であり、作品には体育会系の学生も登場する。初期の作品は性行為の描写を伴わないものもあり、基本的には男同士の明るい恋愛を描いたものが多いが、「秘密」や「蔵の中の鬼」などのように、性行為の強制や暴力、近親相姦などを題材とした作品もある。発表された漫画作品のほとんどは1話完結の読み切りである。

## 人物像
自画像は丸顔に坊主頭で口髭と顎髭を生やし、眼鏡をかけている姿で描かれていることが多い。田亀源五郎と面識があり、彼を師匠と呼んでいる。

## 作品

### 漫画

#### G-men
- 竜首神社例大祭奉納神楽（46号 1999年11月）
- 藍の匂い（50号 2000年3月）
- 大漁旗ゆれた（53号 2000年6月）
- 八吉神社例大祭奉納相撲（56号 2000年9月）
- 恋女房（59号 2000年12月）
- 約束（62号 2001年3月）
- 五人部屋（65号 2001年6月）
- 港祭天狗岩卸縄飾（68号 2001年9月）
- 親父の恋人【前編】（72号 2002年1月）
- 親父の恋人【後編】（73号 2002年2月）
- 五郎（77号 2002年6月）
- 泣き虫トロ（89号 2003年6月）
- 喝っ!（96号 2004年1月）
- 百貫でぶの百太郎（100号 2004年7月）
- 仰ゲバ尊シ（112号 2005年5月）
- 海彦山彦（125号 2006年6月）
- 野良犬ジロー（130号 2006年11月）
- 希望町三丁目富士乃湯物語（139号 2007年8月）
- 秘密（150号 2008年7月）
- 三羽のカラス（156号 2009年1月）
- 金太のキンタマ（172号 2010年5月）
- つむじ風どこへ吹く（181号 2011年2月）
- 火のー用ー心!! （196号 2012年5月）
- 百太郎 対 二百太郎（200号 2012年11月）
- 真昼の花火（210号 2013年7月）
- 青い空 入道雲 通り雨【前編】（216号 2014年1月）
- 青い空 入道雲 通り雨【後編】（217号 2014年2月）
- 恋人たちのありふれたやりとり（236号  2015年9月）

#### 爆男
- 木村厳五郎一家（Vol.1 2004年10月 -Vol.6 2006年2月 全6話）

#### 激男
- 顧問はつらいよ（Vol.7 2006年12月）

#### ウラゲキ
- 格技室（Vol.1 2007年8月）
- 蔵の中の鬼（Vol.2 2007年11月）
- 真田十勇士 旅の一夜（Vol.5 2008年10月）

#### G-Bless
- 坑ん中（Vol.01 2009年2月）

#### コミックG.G.
- 課長玩具（No.2 2011年5月）
- オンヤマさんと白い酒（No.6 2012年5月）

#### 同人誌
- 獣太22歳（漢祭 第2号 2017年6月）
- 七福島（漢祭 第19号 2022年10月）

#### 描き下ろし
- 恋女房 その後（短編集『五人部屋』『五人部屋  新装版』収録）
- 五人部屋 HARD MIX（短編集『五人部屋』　『五人部屋  新装版』収録）
- 木村厳五郎一家 第七話（短編集『仰ゲバ尊シ』『仰ゲバ尊シ 新装版』収録）
- 三羽のカラス VS 秘密（短編集『三羽のカラス』『三羽のカラス  特盛り！』『三羽のカラス  特盛り！  新装版』収録）
- 三羽のカラス  純情篇  （短編集『三羽のカラス  特盛り！』『三羽のカラス  特盛り！  新装版』収録）

### 短編漫画集
- 『五人部屋』 2003年1月1日発行
- 『五人部屋  新装版』 2004年12月21日発行 ISBN 4-89236-313-8
- 『仰ゲバ尊シ』 2007年1月16日発行 ISBN 978-4-89236-368-9
- 『三羽のカラス』 2009年4月22日発行 ISBN 978-4-89236-427-3
- 『三羽のカラス 特盛り！』 2012年11月30日発行 ISBN 978-4-89236-469-3
- 『三羽のカラス 特盛り！ 新装版』 2015年5月19日発行  ISBN 978-4-89236-496-9
- 『仰ゲバ尊シ  新装版』 2015年8月21日発行    　ISBN  978-4-89236-502-7

### 画集
- 『THE ART OF JIRAIYA』 フランス H&O EDITIONS発行
- 『児雷也1998-2012』 2012年4月25日発行  ISBN 978-4-89236-463-1

### 同人誌
- 『CAVEMAN GUU』 アメリカ MASSIVE発行
- 『縄文人グウ』（CAVEMAN GUUの日本語版） BIG GYM池袋店 2015年3月7日発行
- 『TWO HOSES』 アメリカ MASSIVE発行
- 『ホースが2本』（TWO HOSESの日本語版） BIG GYM池袋店 2017年2月14日発行
- 『ヨコヅナ先生』 BIG GYM池袋店 2019年4月27日発行